# Poddąbie
Poddąbie (kaszb. Pòddãbié, niem. Neu Strand) – osada w północnej Polsce, położona w województwie pomorskim, w powiecie słupskim, w gminie Ustka, na skraju Słowińskiego Parku Narodowego. 
Wieś jest częścią składową sołectwa Machowinko. Poddąbie leży nad Morzem Bałtyckim w pobliżu Słupska (między Ustką a Rowami). Wysokie brzegi klifowe oraz lasy bukowo-sosnowe to główne atrakcje wsi i okolic. Osada ma charakter turystyczny.
Nad morzem wyznaczono letnie kąpielisko o łącznej długości linii brzegowej 100 metrów.
W latach 1975–1998 osada położona była w województwie słupskim.

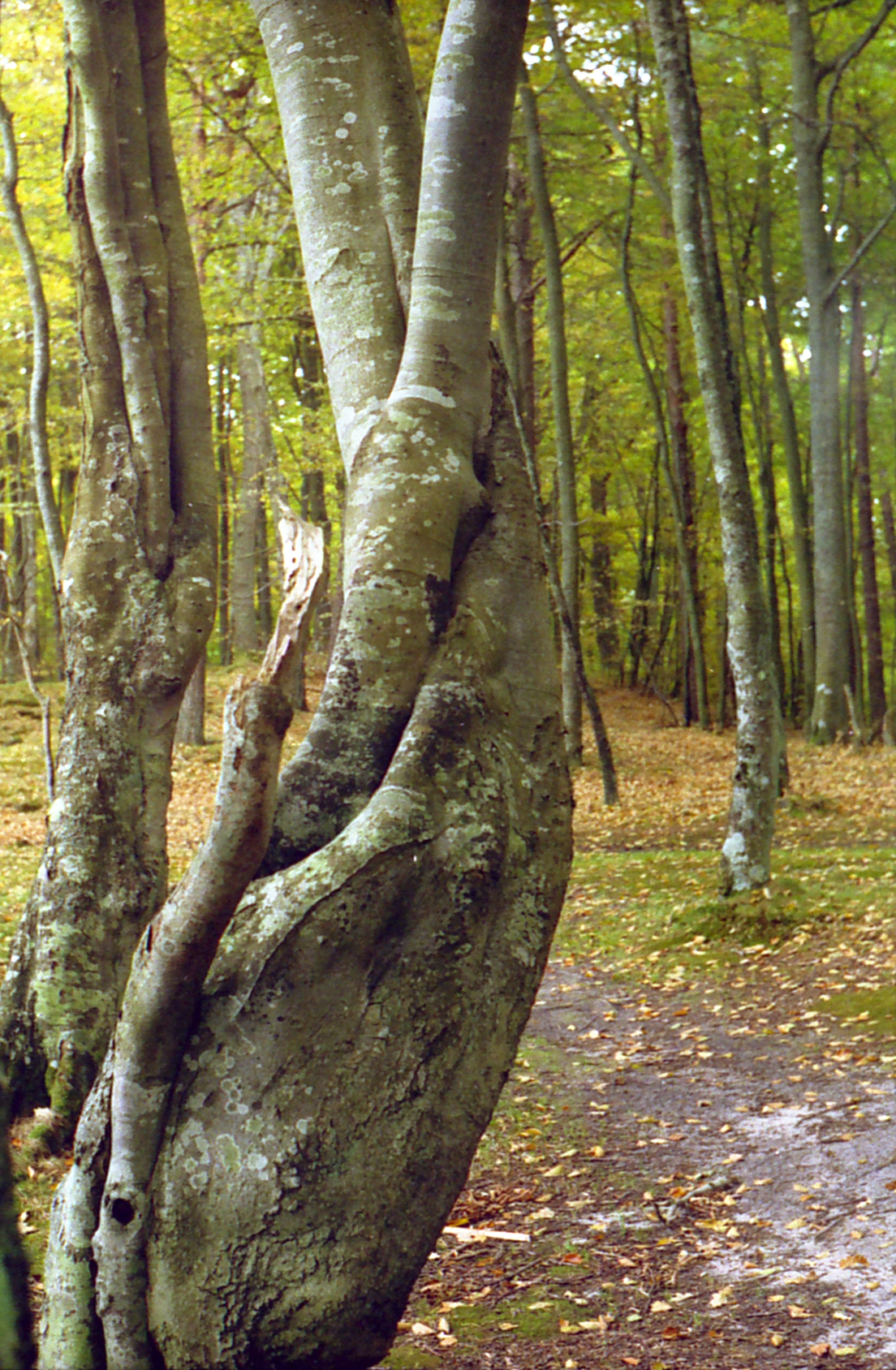
Okolica Poddąbia

## Nazwa
Nazwa ma genezę słowiańską i została po raz pierwszy odnotowana w 1863. Ma charakter topograficzny i wywodzi się od wyrażenia przyimkowego pod dębem. W potocznym uzusie występuje także wariant Poddębie. Nazwa niemiecka Neu Strand jest niepowiązana z nazwą słowiańską; powstała z dwóch członów: przymiotnika neu „nowy” i nazwy pospolitej Strand „wybrzeże, plaża”, w odróżnieniu do nieistniejącego już dziś przysiółka Alt Strand zlokalizowanego ok. 1,5 km na zachód.
Rada Języka Kaszubskiego proponuje kaszubską formę nazwy Pòddąbié.

## Historia
Tuż przed Poddąbiem w sosnowym lesie na rozstaju dróg od wielu tysięcy lat leżą  dwa kamienie. To pozostałość po kręgach kamiennych z okresu kultury wielbarskiej. W początkach naszej ery (I w. n.e), do plaż nadbałtyckich dobijały łodzie przybyszów ze Skandynawii – Gotów. Poddąbie były miejscem przystankowym, ponieważ później ruszyli oni na południe ku Morzu Czarnemu. Głazy te po dziś dzień zaznaczają miejsce pochówku. Archeolodzy ze Słupska wraz z profesorem Tadeuszem Malinowskim na czele, podczas badań w 1979 roku, odkryli mniejszy krąg kamieni, otwarty od strony morza oraz fragmenty glinianych naczyń. Szczątków ludzkich nie znaleziono, podejrzewa się, że może są ukryte w innym miejscu lub bezpośrednio pod głazami.
W miejscowości był przystanek kolejowy Poddąbie.